# Sigodung
Sigodung is een bestuurslaag in het regentschap Tapanuli Tengah van de provincie Noord-Sumatra, Indonesië. Sigodung telt 1248 inwoners (volkstelling 2010).